# 高一功 (明朝)
高一功（?—1651年），陝西米脂人。大顺军事人物，后联明抗清，賜名必正。

## 生平
高一功是李自成侄子李過的舅舅，有认为李過母高氏即是李自成妻高氏。李自成自北京败退时，高一功镇守榆林，牵制清軍阿济格部南进。後率大顺军南逃，顺治二年（1645年）五月转战荆门，「顺治二年五月清驾臣李可学奏疏中说，四月间已「闻荆门、当阳等处潜有大贼一只虎等十余股，近十数万」。 李自成死後，高一功歸順南明，赐名「必正」，改编“忠贞营”，归堵胤锡管辖。遂联合何腾蛟、堵胤锡等共同抗清；但高一功受到南明朝廷排擠，遂率军返四川。1651年，忠貞營途經湖南西部保靖時，遭到已經降清的當地土司彭朝柱組織的襲擊，高一功中毒箭身死。